# Keith Andes
Keith Andes (12 tháng 7 năm 1920 - 11 tháng 11 năm 2005) là một nhân viên phát thanh, diễn viên sân khấu âm nhạc, sân khấu và diễn viên truyền hình Mỹ.
John Charles Andes sinh ra ở Ocean City, New Jersey vào ngày 12 tháng 7 năm 1920. 12 tuổi, cậu đã được giới thiệu trên đài phát thanh.
Andes tìm được việc làm trên đài phát thanh hát và diễn xuất trong suốt những năm của ông tại trường trung học Upper Darby. Anh theo học Đại học Oxford và tốt nghiệp từ Đại học Temple ở Philadelphia vào năm 1943 với bằng cử nhân trong giáo dục. Ông học tiếng tại Nhạc viện âm nhạc Philadelphia. Ông bắt đầu sự nghiệp sân khấu Broadway trong khi phục vụ trong Lực lượng Không quân trong chiến tranh thế giới thứ II.

## Danh sách phim
- The Farmer's Daughter (1947)
- Clash by Night (1952)
- Blackbeard the Pirate (1952)
- Split Second (1953)
- A Life at Stake (1954)
- Away All Boats (1956)
- Back from Eternity (1956)
- The Girl Most Likely (1957)
- Model for Murder (1959)
- Tora! Tora! Tora! (1970)